# La bandida
La bandida és una pel·lícula mexicana filmada en 1963 i dirigida per Roberto Rodríguez, protagonitzada per María Félix, Pedro Armendáriz, Emilio Fernández i Katy Jurado.

## Argument
Una turbulenta història d'amor i sobretot, d'aventures en el marc de la Revolució Mexicana de 1910. María Mendoza "La Bandida" (María Félix), prostituta i propietària d'un bordell, és amant de Roberto Herrera (Pedro Armendáriz), qui manté una constant disputa a través de les baralles de galls i amb les armes, amb Epigmenio Gómez (Emilio Fernández). Les constants friccions entre els rivals s'aguditzen quan "La Bandida" es converteix en part de la disputa.

## Repartiment
- María Félix - María Mendoza "La bandida"
- Pedro Armendáriz - Roberto Herrera
- Emilio Fernández - Epigmenio Gómez
- Katy Jurado - La Jarocha
- Ignacio López Tarso - Anselmo
- Lola Beltrán
- Andrés Soler
- Marco Antonio Muñiz
- Gina Romand
- Carlos Ancira
- Alicia del Lago
- René Cardona
- Celia Viveros
- Yolanda Ciani
- Jose Chávez
- Pilar Sen
- Mario García "Harapos"

## Comentaris
Va ser l'última pel·lícula filmada per Pedro Armendáriz a Mèxic